# Deșteaptă-te, române!
„Deșteaptă-te, române!” (ascultăⓘ) este imnul național al României, începând cu anul 1990. Pentru o vreme, a fost de asemenea imn național al Republicii Democratice Moldovenești (1917 - 1918) și al Republicii Moldova (1991 - 1994). 
Poezia Răsunet (în manuscris Unu răsunetu) a fost publicată în numărul 25 din 21 iunie 1848 al revistei „Foaie pentru minte, inimă și literatură” avându-l ca autor pe Andrei Mureșanu. Se presupune că este un răspuns, o replică la poezia Către români a lui Vasile Alecsandri, publicată în numărul 21 din 24 mai 1848 al aceleiași reviste.

## Istorie
Începând din 1848, „Deșteaptă-te, române!” a fost un cântec foarte drag românilor datorită mesajului de patriotism și de libertate pe care îl poartă în el. A fost cântat cu ocazia fiecărui conflict în România, insuflându-le curaj în momentele cruciale ale istoriei, cum ar fi Războiul de independență (1877 - 1878), Primul și Al Doilea Război Mondial. Mai ales în timpul crizei după lovitura de stat de la 23 august 1944, acest imn a fost cântat în mod spontan de toți și emis pe toate stațiile radio.
În ziua revoltei de la Brașov, din 15 noiembrie 1987, muncitorii de la uzinele de Autocamioane au început să cânte această melodie, mulți dintre ei nemaiștiind versurile. Cu toate acestea melodia a continuat fără întrerupere.
Pe 22 decembrie 1989, în timpul Revoluției române din 1989, imnul s-a înălțat pe străzi, însoțind uriașele mase de oameni, risipind frica de moarte și unind întregul popor în sentimentele nobile ale momentului. Astfel, instituirea sa ca imn național a venit de la sine, impunându-se generalizat, fără șovăială, sub formidabila presiune a manifestanților și înlocuind vechiul imn „Trei culori”.
Timp de câțiva ani „Deșteaptă-te, române!” a fost și imnul național al Republicii Moldova, dar a fost înlocuit în 1994 cu „Limba noastră”, la propunerea deputatului Valeriu Senic.
Prima înregistrare a melodiei s-a făcut pe disc, în 1900, în S.U.A., în interpretarea solistului Alexandru Pascu. Abia în 1910, fanfara Batalionului 2 Pionieri din București reunită cu fanfara Regimentului Ștefan cel Mare din Iași au realizat cea dintâi înregistrare instrumentală. În același an, corul „Ion Vidu” din Lugoj a înregistrat pentru prima dată pe disc varianta corală.

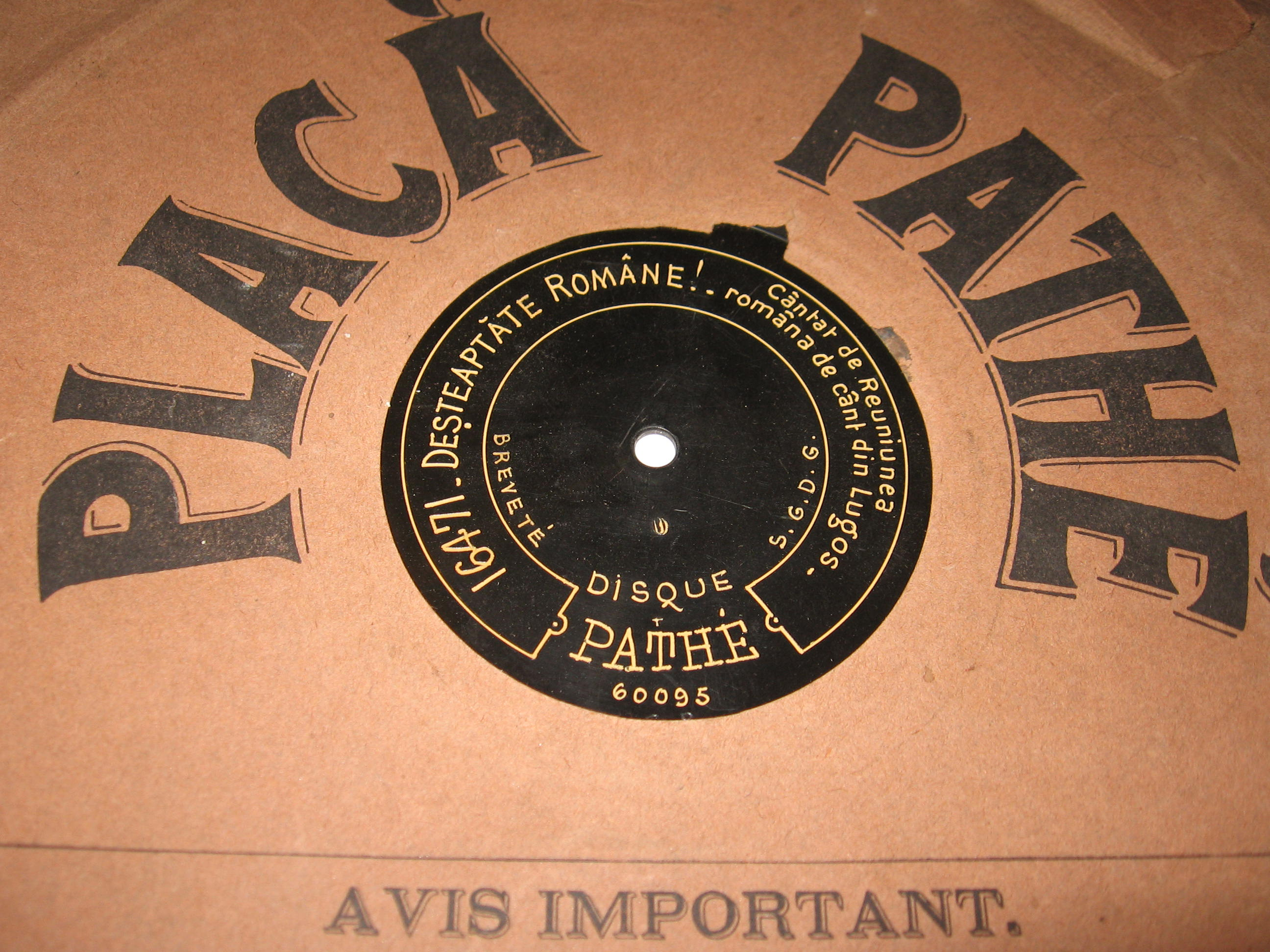
Prima înregistrare corală a imnului național, corul ”Ion Vidu” din Lugoj, anul 1910

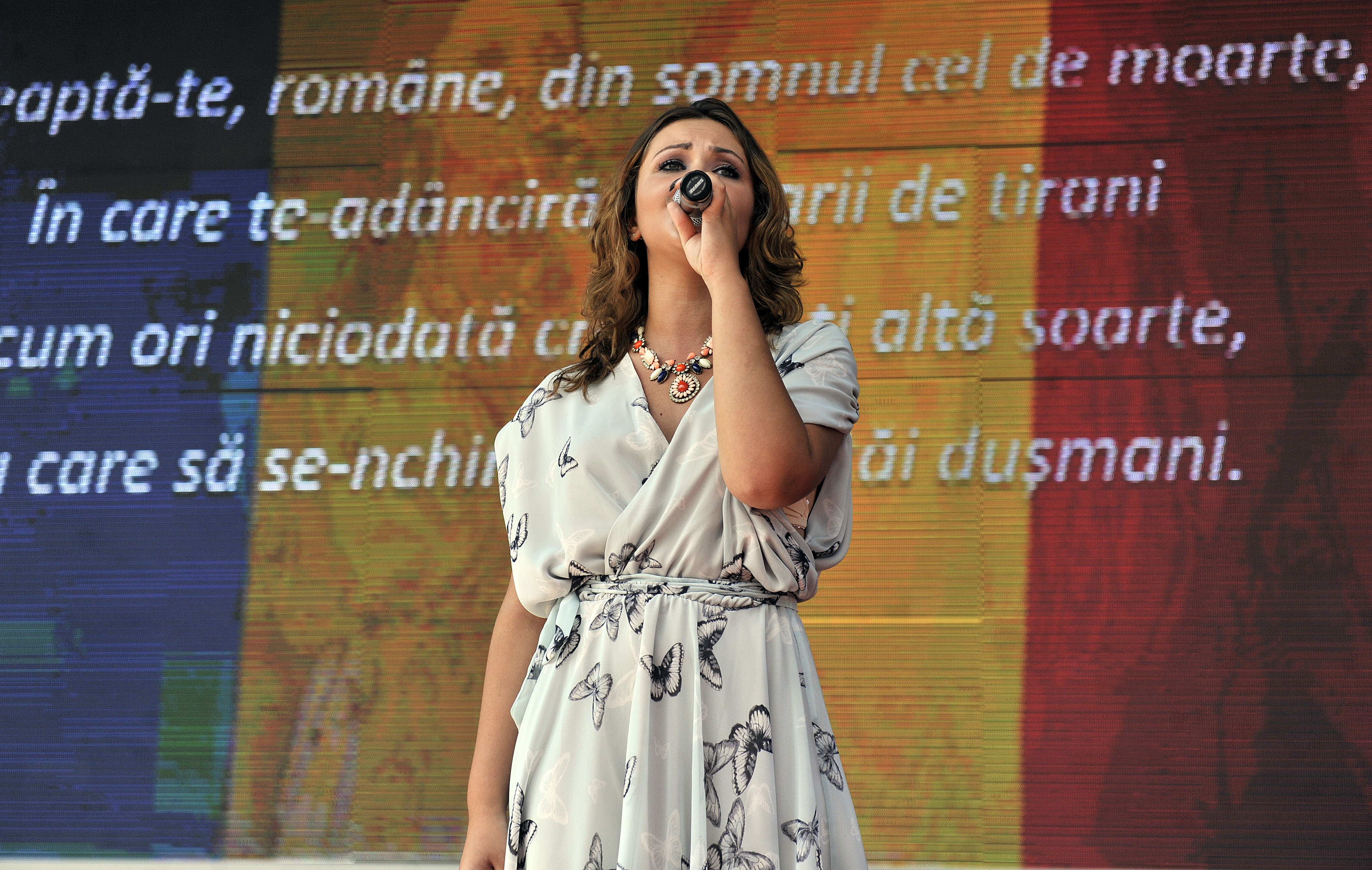
Româncă interpretând imnul național, cu versurile în fundal

### Autor
Cu privire la autorul real al partiturii muzicale sunt mai multe ipoteze. Una dintre ele îl consideră ca autor tot pe Andrei Mureșanu care a realizat o variantă în măsura de 6/8 cântată mai mult în Ardeal. În numărul 10 din 1894 al revistei „Musa Română“ este făcută mențiunea:
Autorul poeziei, cât și al melodiei imnului «Deșteaptă-te, Române» este Andrei Mureșanu. Armonizată a fost însă de un muzicant boem, la dorința autorului, și s-a publicat într-un caiet intitulat «Flori române» împreună cu alte jocuri naționale pe la anul 1860. Melodia originală se vede în «Musa Română», anul 1888, numărul 2, la începutul Putpuriului românesc.
Dumitru Georgescu Kiriac a transformat melodia lui Mureșanu într-o variantă mai energică și mai ritmată, în măsură de 4/4, care a circulat în Regat.
O altă ipoteză îl menționează ca autor pe Gheorghe Ucenescu, elev și colaborator al lui Anton Pann, care a fost rugat de Mureșanu, la o petrecere de Cireșe, în curtea bisericii, să cânte câteva melodii printre care și Din sânul Maicii mele (care poate fi ascultată aici) pentru a găsi o idee de imn. În acest fel, deși avea 14 ani la acea vreme și abia studia muzica bisericească, Ucenescu s-a considerat „autorul moral” al melodiei.  
Anton Pann este considerat oficial autor al muzicii imnului, dar melodia pe care Andrei Mureșanu a pus versurile sale avea deja o largă circulație în epocă. El nu a făcut decât să culeagă muzica.
Surse afirmă că Ucenescu a fost doar interpretul melodiei, acesta fiind elev al lui Anton Pann, nu și compozitorul acesteia - "Muzica Imnului Național al României a fost compusă de Anton Pann, cântec intitulat, „Din sânul maicii mele”, fiind  adoptată ca melodie religioasă, interpretată de corurile bisericești. A avut o circulație folclorică, pentru ca în anii Revoluției pașoptiste să fie preluată de poetul Andrei Mureșanu, ca suport sonor pentru versurile poeziei ”Un răsunet”, publicată în numărul 25 din 21 iunie 1848 al „Foii pentru minte, inimă și literatură” sub titlul „Răsunet”. - Călinescu, G. Istoria literaturii române de la origini până în prezent.
„Încă din anul 1844, subscrisul, aflându-mă învățător și cantor la Biserica Sfintei Treimi de pe Tocile, care este comuna Bolgarsechiului [Șcheiului] de sus, în Brașov. Poetul Andrei Mureșanu, ca rudenie cu Parohul Vonifatie Pitiș, venea vara des la grădinile parohului pentru aer și pentru cerașe. Sosind furiosul an 1848, poetul căuta o melodie după care să compună un sonet care să se cânte între amicii ce era să se adune în grădina parohului pentru petrecere de seară, cu mâncări și băuturi, în onoarea cerașelor. Am cântat multe cântece de probă, iar sosind la următorul cânt, «Din sânul maicii mele» și cântându-l, a rămas poetul pe lângă această melodie, obligându-mă ca, pe Duminica viitoare, să mă aflu și eu împreună cu oaspeții invitați la grădină ca să cânt după melodia aleasă poezia ce o va compune până atunci. În Duminica hotărâtă, iată că vine poetul împreună cu 4 Domni români și șezând cu toții pe iarbă verde și cu cerașe înainte — îmi dete D. Andrei Mureșan poezia făcută ‘Deșteaptă-te Române’, îi probăm puține rânduri și văzând în tot melosul este o minune potrivit, l-am cântat cu vocea mea tânără și puternică până la fine. Mai repetându-l odată, toți Domnii învățând melodia din auz, cântau împreună, mulțămind și urând multă viață și sănătate marelui poet. Din ziua aceia cântul ‘Deșteaptă-te Române’ s-au făcut cel mai plăcut și familiar, iar eu eram poftit în toate părțile ca să-l cânt și să învăț tinerimea a-l cânta mai bine și regulat”, nota George Ucenescu."
Tot Ucenescu afirma "Anton Pann a fost însă cel care a pus pe muzică versurile poeziei „Un răsunet”, scrisă de Andrei Mureșanu prin 1842. Gheorghe Ucenescu, elev al lui Anton Pann și unul din admiratorii acestuia, ne relatează cum în casa poetului Andrei Mureșanu din Brașov, unde se întâlneau Nicolae Bălcescu, Ion Brătianu, Gheorghe Magheru, Cezar Bolliac și Vasile Alecsandri, cu toții fiind în căutarea unei melodii pentru poezia „Un răsunet”, cel care a găsit melodia „veche, tărăgănată”, dar devenită atât de vibrantă în posterioritate, a fost Anton Pann." 
Pe de altă parte, profesorul Raisa Radu, Ph.D, ASE, susține în lucrarea sa "Anton Pann și muzica imnului "Deșteaptă-te române!"" următoarea teză: "Melodia „Deșteaptă-te, române!”, actualul nostru imn de stat, a fost compusă de Anton Pann. În anul revoluționar 1848, guvernul provizoriu a hotărât ca, în fiecare județ, populația să fie convocată pentru a depune jurământul pe Constituție. Documentele consemnează că la 29 iulie 1848, la Râmnicu-Vâlcea s-a organizat o manifestație solemnă. Funcționarii administrației de district, garda națională și locuitorii s-au întâlnit pe câmpia de la marginea orașului. Pe o tribună, special amenajată, s-a citit textul Constituției, iar comisarul extraordinar, D. Zăgănescu, a ținut un discurs. Printre cei care au depus jurământul pe acest act fundamental a fost și Anton Pann. În raportul său, D. Zăgănescu scrie: „În acest pompos constituțiu, aflându-se dumnealui Anton Pann, profesor de muzică, împreună cu câțiva cântăreți de profesie au alcătuit o muzică vocală cu niște versuri prea frumoase puse pe un ton plin de armonie și triumfal cu care au adus entuziasmul de patrie în inimile tuturor cetățenilor” [4, f. p.]. Anton Pann citise, în „Foaia pentru minte, inimă și literatură”, marșul revoluționar „Un răsunet” scris de Andrei Mureșanu. Impresionat de poezie, a compus o melodie solemnă  pe măsura versurilor. Cântecul a ajuns, până la noi, sub denumirea de „Deșteaptă-te, Române!”  - aducând în sprijinul acestor afirmații documente precum "Anton Pann, Studii și comunicări, Comitetul pentru cultură și artă, Vâlcea, 1969" si Speranția, Th. „Anton Pann”, Revista Nouă, nr.10, noiembrie 1889, București, Pann, A. Opere alese, vol. I, București, Editura Cugetarea, Georgescu Delafras, 1943. 
NOTĂ:„Raportul nr. 10 al Comisarului extraordinar al districtului Vâlcea, D. Zăgănescu, către Ministerul trebilor din Lăuntru al Țării Românești”, a fost publicat în Monitorul Oficial nr. 14, 1848, din 26 august
Despre paternitatea melodiei vorbește și Mitropolitul Iosif Naniescu al Moldovei care, într-o convorbire pe care a avut-o cu muzicianul Gavriil Musicescu, mărturisește că în perioada în care era diacon în cadrul Episcopiei din Buzău, Episcopul Chesarie l-a trimis la București pentru a-i asculta pe „maeștrii cântărilor bisericești din acele vremuri”. Aici l-ar fi întâlnit pe Anton Pann; „Instalându-mă în mitocul Episcopiei Buzeului - continuă Mitropolitul -, a venit la mine reposatul Anton Pann, cu care am facut cunostință și prietenie. În una din zilele lunei Septembrie 1839, el mi-a scris cu mâna lui acest cântec în notațiunea psaltichiei. Manuscriptul original îl păstrez și azi”. După un timp, Gavriil Musicescu primește manuscrisul menționat, alături de următoarea notă de subsol: „Poesia de față, „Din sânul maicei mele”, este scrisă de însusi mâna răposatului Anton Pann, care mi-a dat-o mie când am făcut cunostință cu el întâia dată, în anul 1839, la încpeutul lunei septembrie în București, unde mersesem pentru oarecare trebuință din Buzeu, aflându-mă atunci diacon la Episcopie”. - doxologia.ro
"Afirmația că nu se cunoaște autorul melodiei "Deșteaptă-te, române" este falsă, antiștiințifică. Se știe cine este autorul melodiei în discuție din studiile publicate într-un timp ce depășește o sută de ani, studii semnate de autorități ale istoriei, ale istoriei literaturii și ale muzicii românești: Nicolae Bălcescu (1852), Gavriil Musicescu (1895), Nicolae Iorga (1908), Ion Popescu – Pasărea (1912), Mihail Poslușnicu (1924) și (1928), Sterie Stinghe (1933),  Ilarion Cocișiu (1940), George Călinescu (1941), George Breazul (1943), Octavian Lazăr Cosma (1972), Viorel Cosma (1978), Gheorghe Ciobanu (1979), Vasile D. Nicolescu (1979), mitropolitul Antonie Plămădeală (1981), Mircea Ștefănescu (1984), Vasile Vasile (1995), (1996), (2017), Ioan - Aurel Pop etc. Toate studiile menționate consideră, în forme explicite, sau implicite, că melodia actualului imn național este cea datorată lui Anton Pann și fiecare adaugă elemente importante pentru urmărirea evoluției lui."  - Vasile Vasile, in studiul "Deșteaptă-te, române - de la practica folclorică la Imn Național - imn al identității și unității românești (I)", Revista MUZICA Nr. 7 / 2018, p.70-71. ATESTATORII: Bălcescu, Nicolae – Mișcarea românilor în Ardeal la 1848; în: Junimea română, An I, nr. 2, 1852, pp. 11 – 13, cu titlul „Discursul cetățeanului Bălcescu"; Republicat în: Opere, vol. 1, Studii și articole, Editura Academiei, București, 1953 Muzicescu, G(avriil) - Relativ la Deșteaptă-te, române; în: Arta, Iași, An IV, nr. 1, ianuarie 1895, pp. 45 – 50; Notiți Aria lui Deșteaptă-te, române; în: Arhiva, organul societatii istorice și literare din Iași, An VI, nr. 1 și 2, ianuarie - februarie 1895, pp.223 – 226; Iorga, Nicolae - Istoria literaturii românești în veacul al XIXlea. De la 1821 înainte, în legătură cu dezvoltarea culturală a neamului, vol. II - Epoca lui M. Kogălniceanu (1840 - 1848), București, 1908, p. 262; P(opescu) – Pasărea, (Ion) - Origina melodiei cântecului național „Deșteaptă-te, române"; în: Cultura, București, An 11, nr. 4, aprilie 1912, pp. 78 - 81; Poslușnicu, Mihail Gr. – Deșteaptă-te, române; în: Revista Profesorilor de Muzică, (Botoșani), An I, nr. 4/ 1924, p. 1; Poslușnicu, Mihail Gr. - Istoria musicei la romani, București, Cartea Românească, 1928, p. 406. Stinghe, Sterie – Deșteaptă-te, române - în forma lui originala și Din sânul maicii mele; în Țara Bârsei, Brașov, An V, nr. 6, noiembrie - decembrie 1933, pp. 519 – 522; Cocișiu, Ilarion - Sorcova; în: Axa, București, An IX, nr. 44, 28 decembrie 1940:; Călinescu, G. – Istoria literaturii române de la origini până în prezent, București, Fundația Regală pentru Literatură și Artă, 1941; Breazul, George - Cronica muzicala Sub zodia lui  „Deșteaptă-te, române"; în: „Gândirea", București, An XXII, nr. 7, august - septembrie 1943, pp. 416 – 421; studiu apărut postum, în formă trunchiată, în: Breazul, George - Pagini din istoria muzicii romanești,vol. II, Ediție îngrijită și prefațată de Gheorghe Firca, București, Editura muzicală, 1970, pp. 249-251; Cosma, Octavian Lazar - Codex moldovenesc din 1824; în: Muzica, București, An XXII, nr. 5, mai 1972, p. 13. Cosma, Viorel - De la Cântecul zaverei la Imnurile unității naționale, Timișoara, 1978; Ciobanu, Gheorghe - Cântece revoluționare și patriotice din perioada anului 1848; în: Muzica, București, An XXIII, nr. 7, iulie 1973, p. 19; republicat în: Studii de etnomuzicologie și bizantinologie, vol. II, București, 1979, p. 200; Nicolescu, Vasile D. - Manuscrisul Ucenescu - Cânturi, București, Editura muzicală, 1979, cu piesele muzicale transcrise în notatie guidonică. Plămădeală, Antonie – Andrei Mureșanu, „poetul unei singure poezii” – dar nemuritoare; în: Plămădeală, Antonie -Dascăli de cuget și simțire românească, București Editura Institutului Biblic și de Misiune al Bisericii Ortodoxe Române,1981; Ștefănescu, Mircea - Cântecul revoluționar și patriotic românesc, București, 1984, pp. 125 - 135; Vasile, Vasile– Vârstele imnului Deșteaptă-te române;.Vasile, Vasile – Anton Pann personalitate complexă a muzicii și a culturii românești, București, Editura Academiei Române, 2017; Pop, Ioan – Aurel – Identitatea românească, București, Editura Contemporanul, 2017.

## Semnificație
Titlul „Deșteaptă-te, române!” este în același timp social și național; social, deoarece impune o permanentă stare de a asigura tranziția către o lume nouă; național, deoarece alătură această deșteptare tradiției istorice. Imnul conține acest sublim „acum ori niciodată”, prezent și în alte imnuri naționale, de la „paion”-ul cu care grecii au luptat la Marathon și Salamina până la „Marseilleza” Revoluției franceze.

## Versuri
Imnul de stat al României este alcătuit din unsprezece strofe. La ocazii festive se interpretează strofele 1, 2, 4 și 11.
Deșteaptă-te, române, din somnul cel de moarte,

În care te-adânciră barbarii de tirani!

Acum ori niciodată, croiește-ți altă soarte,

La care să se-nchine și cruzii tăi dușmani.

Acum ori niciodată să dăm dovezi la lume

Că-n aste mâni mai curge un sânge de roman,

Și că-n a noastre piepturi păstrăm cu fală-un nume

Triumfător în lupte, un nume de Traian!

Înalță-ți lata frunte și caută-n giur de tine,

Cum stau ca brazi în munte voinici sute de mii;

Un glas ei mai așteaptă și sar ca lupi în stâne,

Bătrâni, bărbați, juni, tineri, din munți și din câmpii!
      

Priviți, mărețe umbre, Mihai, Ștefan, Corvine,

Româna națiune, ai voștri strănepoți,

Cu brațele armate, cu focul vostru-n vine,

"Viața-n libertate ori moarte!" strigă toți.

Pre voi vă nimiciră a pizmei răutate

Și oarba neunire la Milcov și Carpați!

Dar noi, pătrunși la suflet de sfânta libertate,

Jurăm că vom da mâna, să fim pururea frați!
      

O mamă văduvită de la Mihai cel Mare

Pretinde de la fii-și azi mână d-ajutori,

Și blastămă cu lacrămi în ochi pe orișicare,

În astfel de pericul s-ar face vânzători!
      

De fulgere să piară, de trăsnet și pucioasă,

Oricare s-ar retrage din gloriosul loc,

Când patria sau mama, cu inima duioasă,

Va cere ca să trecem prin sabie și foc!
      

N-ajunse iataganul barbarei semilune,

A cărui plăgi fatale și azi le mai simțim;

Acum se vâră cnuta în vetrele străbune,

Dar martor ne e Domnul că vii nu o primim!
      

N-ajunse despotismul cu-ntreaga lui orbie,

Al cărui jug din seculi ca vitele-l purtăm;

Acum se-ncearcă cruzii, în oarba lor trufie,

Să ne răpească limba, dar morți numai o dăm!
      

Români din patru unghiuri, acum ori niciodată

Uniți-vă în cuget, uniți-vă-n simțiri!

Strigați în lumea largă că Dunărea-i furată

Prin intrigă și silă, viclene uneltiri!
      

Preoți, cu crucea-n frunte căci oastea e creștină,

Deviza-i libertate și scopul ei preasfânt.

Murim mai bine-n luptă, cu glorie deplină,

Decât să fim sclavi iarăși în vechiul nost' pământ!